# آخ (رود)
آخ رودی است به آمپر (رود) می‌ریزد. این رود از کشور آلمان می‌گذرد.